# The Sims 4: Eco Lifestyle
The Sims 4: Eco Lifestyle deveti je paket proširenja za The Sims 4 koji je objavljen 5. lipnja 2020. godine. Dodatak se usredotočuje na ekološki otisak svjetova u igri, utječući na svjetove i njihove stanovnike u dobru ili u zlu uz pomoć akcijskih planova iz susjedstva.

## Opis
Ekološki prihvatljiv život vraća se s uključenim značajkama kao što su održivi život, obnovljivi izvori energije, obrtništvo i projekti u zajednici. Uključuje i novi obalni svijet Evergreen Harbour. Ovo je prvi dodatak u The Sims seriji koji je tematski temeljen na ekološkom životu, s nekim elementima iz The Sims 2: Mansion & Garden Stuff, The Sims 2: Seasons, The Sims 3: Ambitions, The Sims 4: Island Living i objektima iz The Sims 3 Trgovine.
Promijenite svijet: U gradu Evergreen Harbour svaka radnja Sima utječu na stanje svijeta. Što je grad čišći, to će se više vidjeti kako priroda napreduje. Nastavk dodaje mnogo objekata koji će ekološki poboljšati gradnju domova, ali i javnih površina.